# Cycas pranburiensis
Cycas pranburiensis là một loài thực vật hạt trần trong họ Cycadaceae. Loài này được S.L.Yang & al. mô tả khoa học đầu tiên năm 1999.